# Биккари
Биккари (итал. Biccari) — коммуна в Италии, располагается в регионе Апулия, в провинции Фоджа.
Население составляет 3052 человека (2008 г.), плотность населения составляет 29 чел./км². Занимает площадь 106 км². Почтовый индекс — 71032. Телефонный код — 0881.
Покровителем коммуны почитается святой Донат из Ареццо, празднование 7 августа. 

## Демография
Динамика населения:

## Администрация коммуны
- Официальный сайт: http://www.comune.biccari.fg.it/